# Universidade de Manitoba
A Universidade de Manitoba (em inglês: University of Manitoba) é a maior universidade da província de Manitoba, no Canadá. Está localizada na cidade de Winnipeg e foi fundada em 1877.

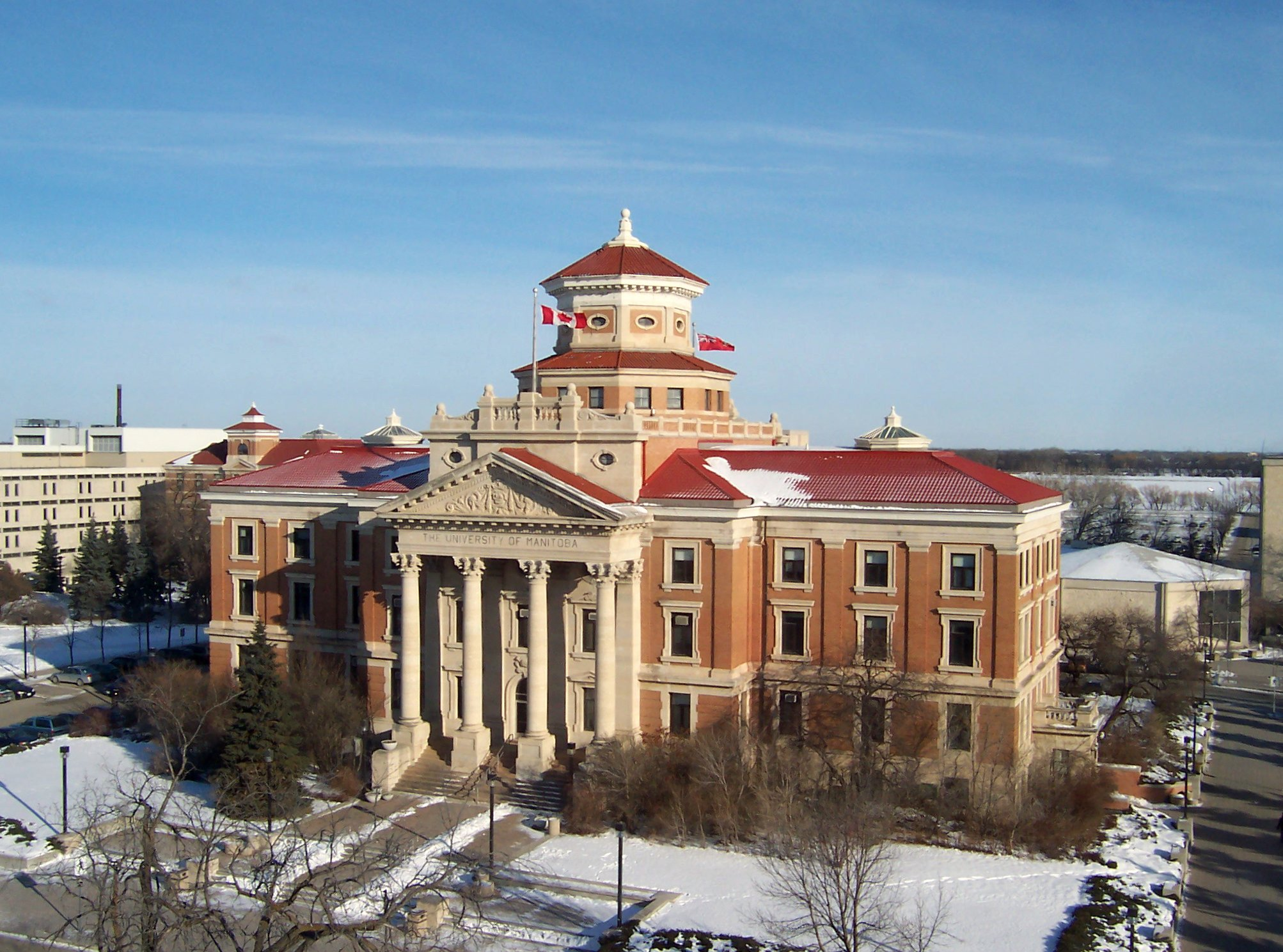
Administration Building
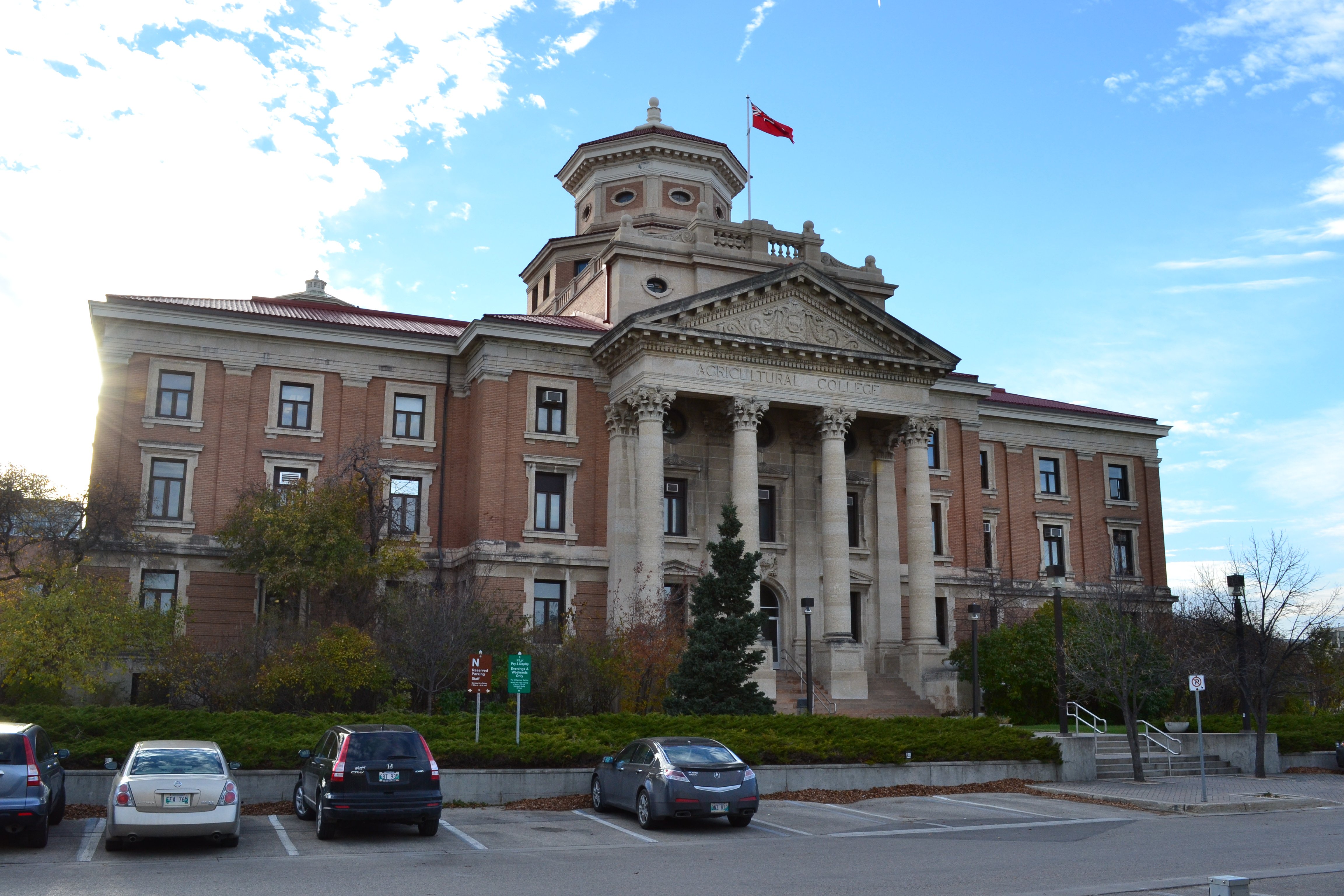
Agricultural College
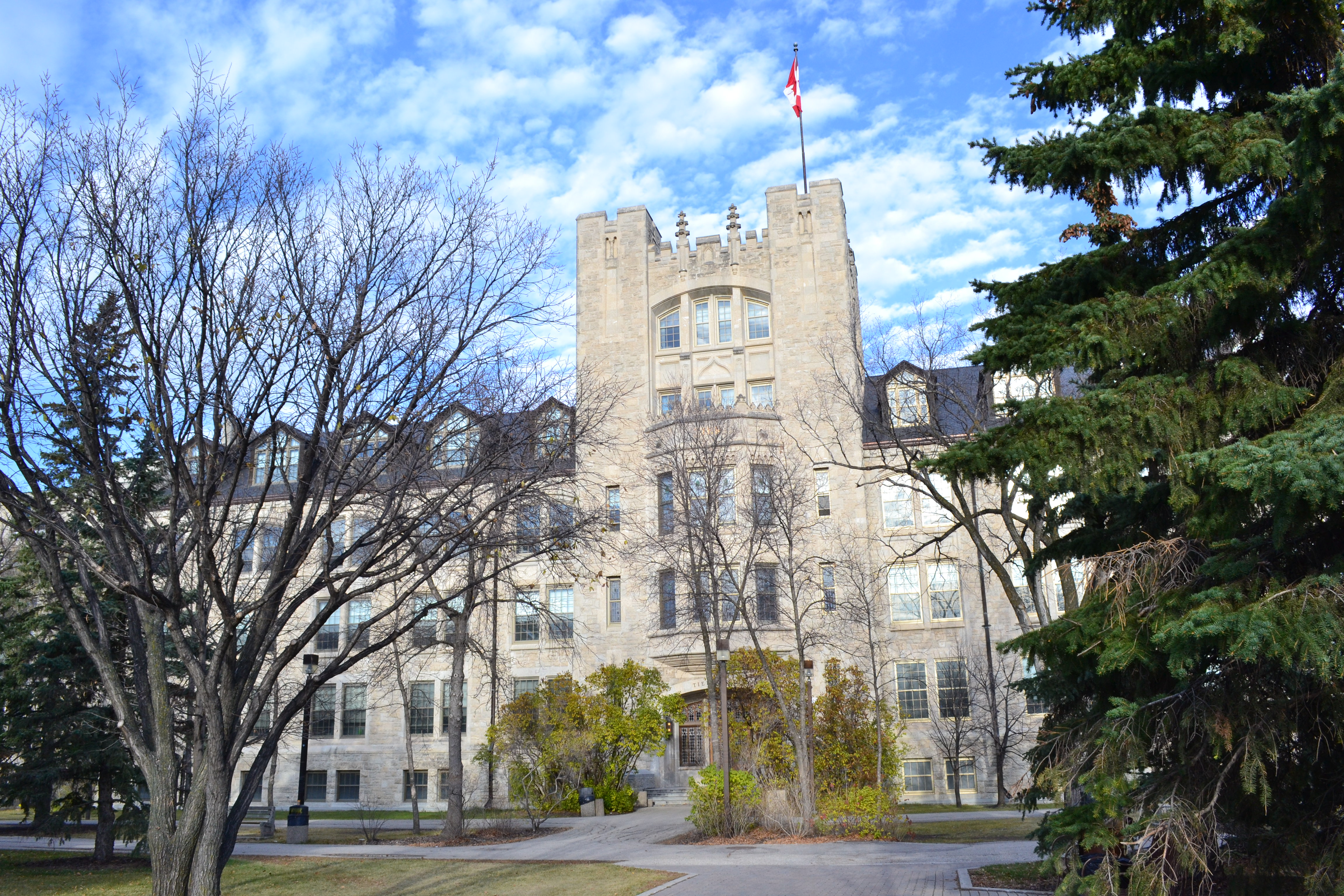
Tier Building
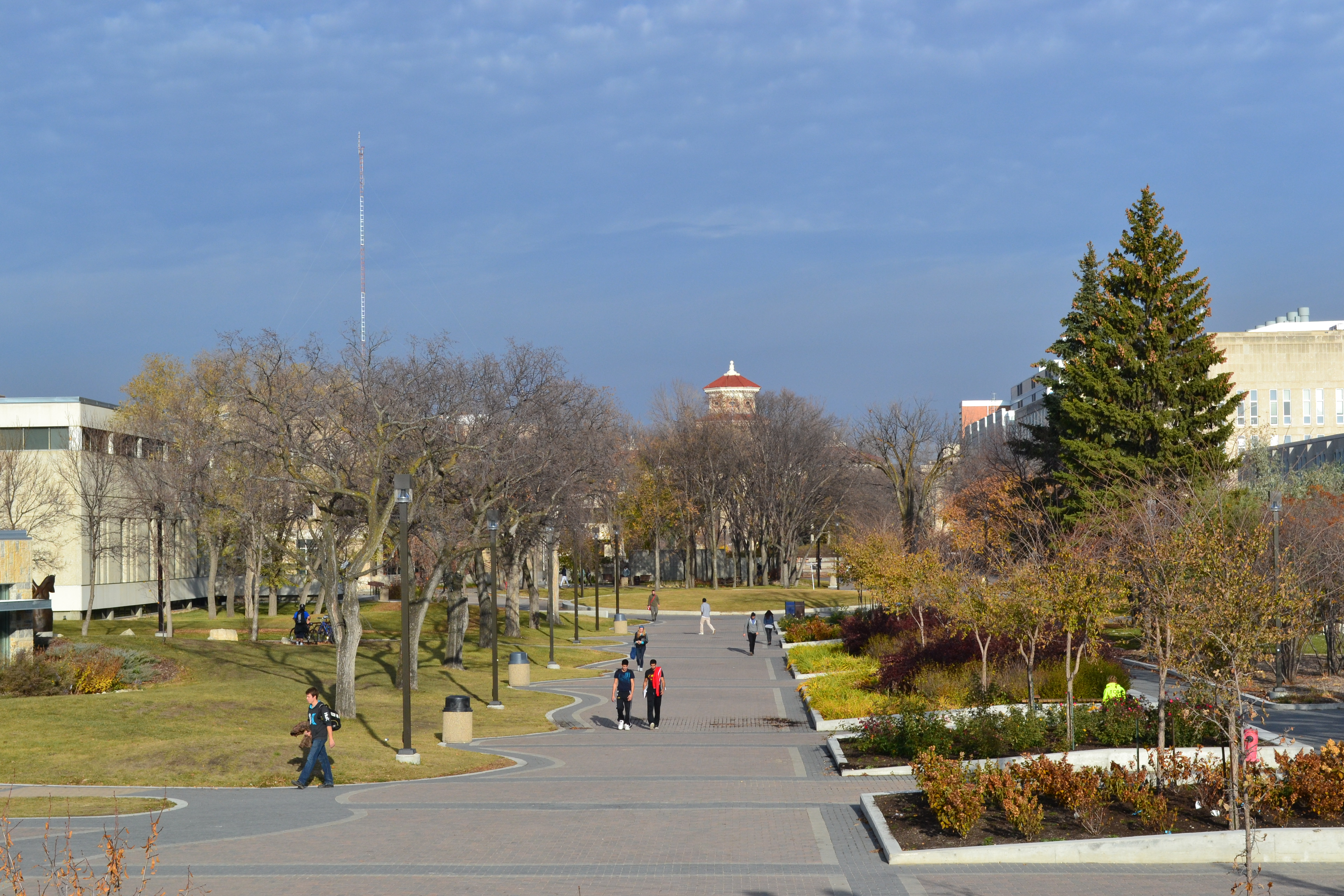
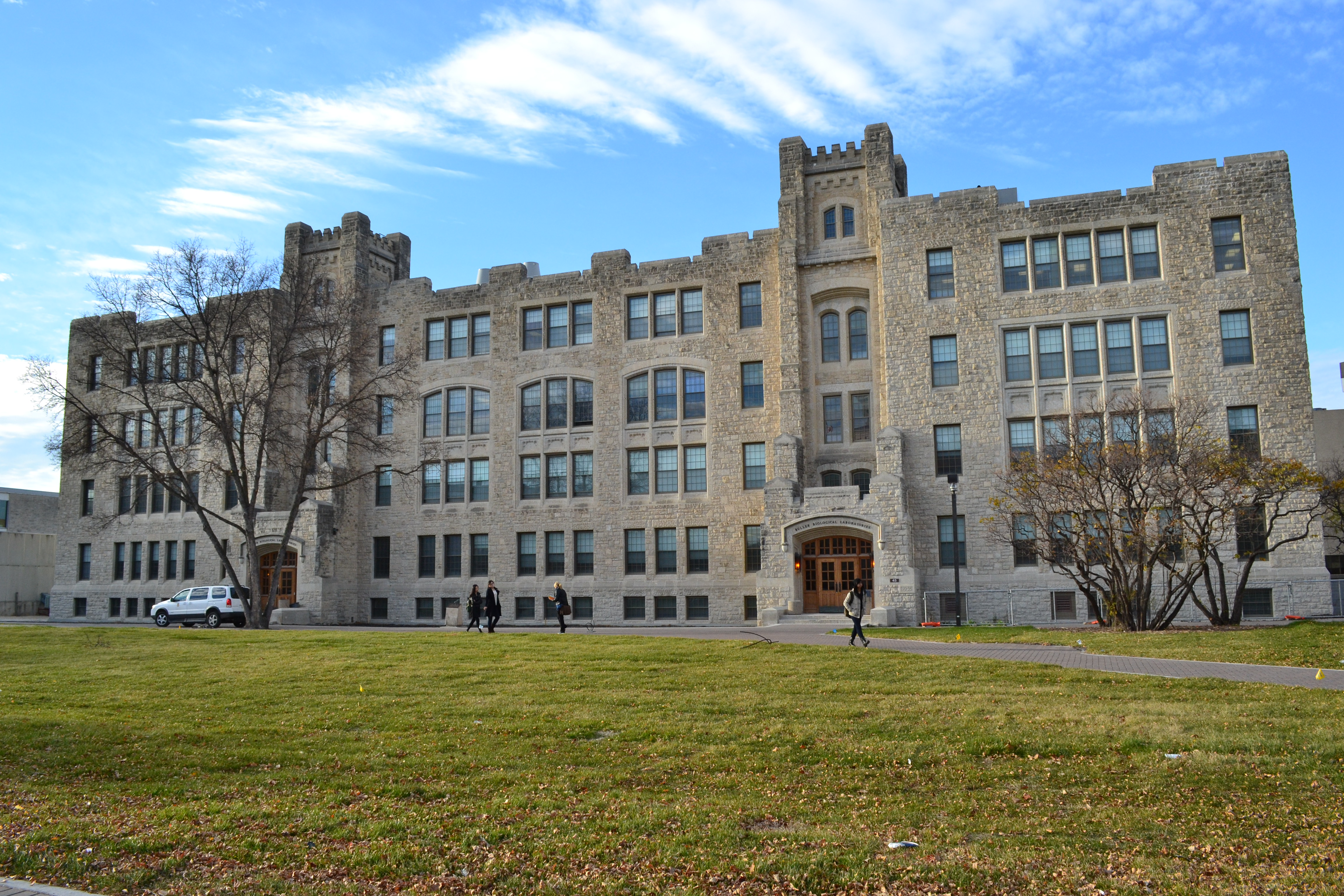
Buller Biological Laboratories
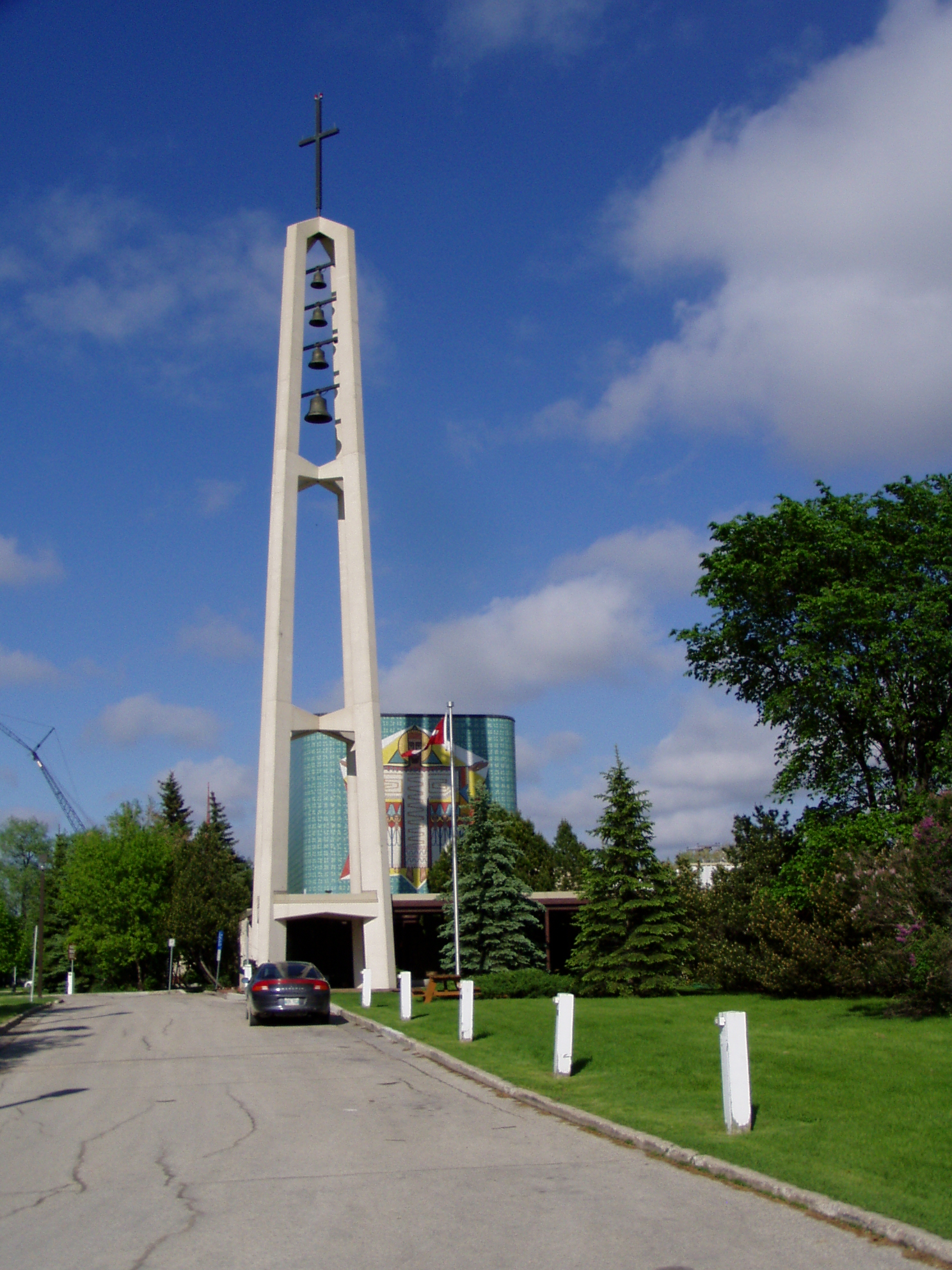
St. Paul's College
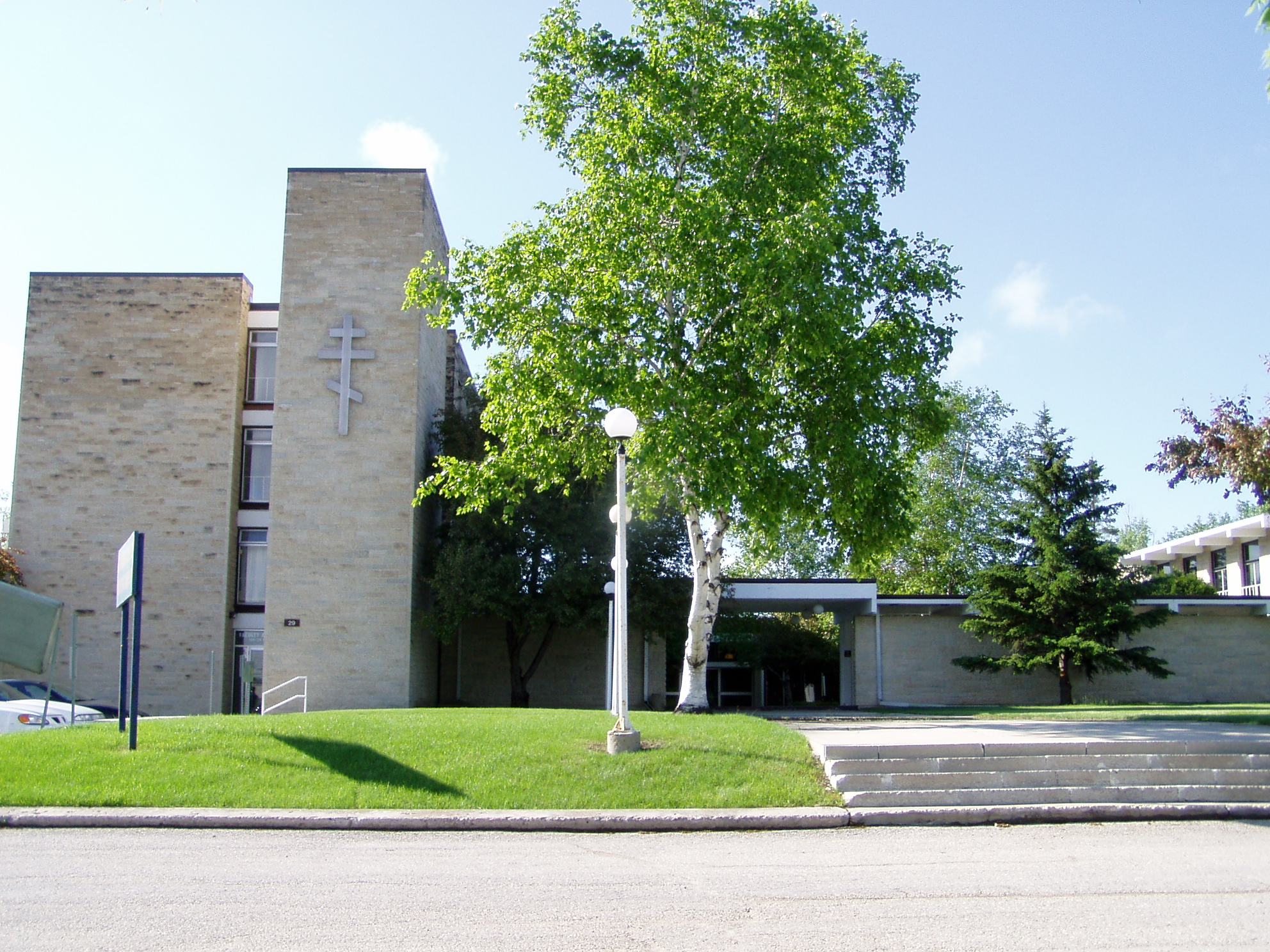
St. Andrew's College